# 全情協パソコン技能検定2種試験
パソコン技能検定II種試験（パソコンぎのうけんていにしゅしけん）とは、財団法人全日本情報学習振興協会が主催する検定試験である。文部科学省後援。

## 概要
当検定試験は、マイクロソフト製アプリケーションソフトMicrosoft OfficeのWord、Excelを用いたビジネス文書作成能力を測定する、パソコンの検定試験である。
かつては、採点するシステムが対応するOSのバージョンはWindows XPのみだけだったので、そのため協会では、同一内容の試験をパソコン検定 文書・表計算試験として実施していたが、2018年（平成30年）に統合された。

## 試験内容
試験科目は実技試験のみで、パソコン上で行う。CBTを採用しているため、問題用紙は使用せず、採点もパソコン上で行われる。
過去には実技試験だけでなく筆記試験も行われていたが、平成19年から筆記試験は廃止された。
各級の試験内容は以下の通りとなる。
いずれの級も、100点満点中70点以上を取得すれば合格・資格認定となる。
| 等級 | 想定される対象者           | 試験時間 | 文章処理                              | 表計算・データベース                         | グラフ                    | 検定料(税抜) |
| ---- | -------------------------- | -------- | ------------------------------------- | -------------------------------------------- | ------------------------- | ------------ |
| 1級  | ビジネス上級               | 90分     | 図表・画像の貼り付けを含んだ 文章作成 | 2級までの内容をベースとした 高度なデータ処理 | 2級の内容+ 散布図の作成   | 7,000円      |
| 2級  | ビジネス中級               | 60分     | 図表を含んだ文章作成                  | 3級の内容をベースとした やや高度なデータ処理 | 3級の内容+ 積み上げグラフ | 5,000円      |
| 3級  | 中学生・高校生・一般       | 60分     | 簡単な図表を含んだ文章作成            | 表計算機能を利用した 簡単なデータ集計        | 棒・線グラフ              | 4,000円      |
| 4級  | 小学生・中学生・一般       | 60分     | 簡単な図表を含んだ文章作成            | 表計算機能を利用した 簡単なデータ集計        | 棒・線グラフ              | 3,000円      |
| 5級  | 小学生・中学生・一般初心者 | 40分     | 図表を含まない簡単な文章作成          | (出題なし)                                   | (出題なし)                | 2,500円      |
| 6級  | 小学生・中学生・一般初心者 | 40分     | 図表を含まない簡単な文章作成          | (出題なし)                                   | (出題なし)                | 2,000円      |

## 試験会場・日程
全日本情報学習振興協会の認定会場にて受験ができる。
試験日程は、主に偶数月（2月・4月・6月・8月・10月・12月）の上旬に設定されており、年6回の開催となる。

## 使用機器・ソフト
試験に用いるOSおよびMicrosoft Officeは以下の通りである（2020年8月現在）。使用する機器、ソフトは認定会場ごとに異なるため、受験予定の会場に事前に確認をとることが望ましい。
- OS - Windows XP～Windows 10
- Microsoft Officeバージョン - 2003～2019（Word・Excelが必要）

## 合格者の特典
2級以上合格者は、全日本情報学習振興協会主催のパソコンインストラクター資格認定試験の受験資格を得る。

## 参考書籍
試験対策用のテキスト及び過去問題集は、情報学習新聞社ホームページ上にて購入できる。
Microsoft Office 2003対応版と2010対応版が発行されているので、使用するMicrosoft Officeのバージョンに合わせたテキストで試験対策を行うのが望ましい（2007で受験する場合、機能が近い2010対応版を使用されたい）。
- 『Wordトレーニング 1』 ISBN 978-4-905143-10-9
- 『Wordトレーニング 2』 ISBN 978-4-905143-11-6
- 『Wordトレーニング 3』 ISBN 978-4-905143-12-3
- 『Excelトレーニング 1』 ISBN 978-4-905143-13-0
- 『Excelトレーニング 2』 ISBN 978-4-905143-14-7
- 『Excelトレーニング 3』 ISBN 978-4-905143-15-4